# Romantic (SEKAI NO OWARIの曲)
「Romantic」（ロマンティック）は、日本のバンド・SEKAI NO OWARIの曲。自身の7作目の配信限定シングルとして2024年5月10日に配信された。

## 概要
前作『最高到達点』から、約8か月ぶりとなる配信限定シングル。TBS系 金曜ドラマ『9ボーダー』の主題歌となった。
この楽曲は、結婚したFukaseの妹が今のパートナーに出逢う前の時期をモデルにして歌詞を書かれた。
2024年4月19日に『9ボーダー』の主題歌がこの楽曲となることが発表され、同日に放送された『9ボーダー』第1話にて楽曲の一部が公開された。
4月27日に、先行視聴がInstagramにてスタート。
5月4日に『SEKAI NO OWARI “The House”』（TOKYO FM）にてフルバージョンを初公開。同日、放送後に配信リリースとジャケットが発表された。ジャケットには鏡に口紅で「Romantic is Dead」の文字が書かれたデザインが採用されている。

## 収録曲
| #  | タイトル     | 作詞   | 作曲    | 編曲           | 時間 |
| -- | ------------ | ------ | ------- | -------------- | ---- |
| 1. | 「Romantic」 | Fukase | Nakajin | SEKAI NO OWARI | 4:11 |

## テレビ披露
| 出演日 | 出演日  | 番組名              | 放送局         | 演奏曲   |
| 年     | 月日    | 番組名              | 放送局         | 演奏曲   |
| ------ | ------- | ------------------- | -------------- | -------- |
| 2024年 | 6月17日 | CDTV ライブ!ライブ! | TBS系列        | Romantic |
| 2024年 | 7月6日  | THE MUSIC DAY 2024  | 日本テレビ系列 | Romantic |
| 2024年 | 7月13日 | 音楽の日2024        | TBS系列        | Romantic |